# Щёкина, Анна Игоревна
Анна Игоревна Щёкина (род. 21 февраля 1991, Усть-Илимск, Иркутская область, РСФСР, СССР) — российский государственный деятель, член партии ЛДПР. Мэр Усть-Илимска с 11 апреля 2019 по 8 сентября 2024 года, в прошлом — домохозяйка.

## Биография
Родилась в Усть-Илимске 21 февраля 1991 года.
Обучалась на историко-филологическом факультете Байкальского государственного госуниверситета, однако покинула его на третьем курсе ввиду неуспеваемости.
На момент выдвижения своей кандидатуры на выборах мэра Усть-Илимска являлась безработной. В социальных сетях писала о том, что работает неофициально.
Член ЛДПР. С 2011 года участвовала в восьми избирательных кампаниях в Иркутской области, работала помощником депутата Андрея Лугового.

## Выборы мэра Усть-Илимска
Во время избирательной кампании Анна Игоревна в соцсетях призывала не рассматривать её серьёзным кандидатом на пост мэра Усть-Илимска, объясняя участие в выборах указаниями партийного руководства. В целом кампания Щёкиной выглядела пассивной: она не проводила встреч с избирателями и не публиковала в СМИ предвыборных программ, играя, таким образом, роль технического кандидата.
25 марта 2019 года в Усть-Илимске состоялись досрочные выборы градоначальника. Победу на выборах одержала Щёкина с результатом в 43,85 % голосов. Её основным соперником выступил единоросс Сергей Зацепин, глава городской думы, получивший 37,34 % голосов.
Среди причин, возможно повлиявших на победу Щёкиной, политологами назывались протестные настроения избирателей, сложившиеся после выбытия двух кандидатов Анатолия Дубаса (экс-депутат областного парламента и мэр Усть-Илимска в 1990-х годах) и Наиля Гарипова, расценённого как результат провокаций со стороны Зацепина и Единой России. Также политологи выделяют положительный результат от заявления Щёкиной о назначении Дубаса первым заместителем мэра в случае её победы на выборах.
Официальная церемония принятия новым мэром присяги прошла 11 апреля 2019 года в зале дома культуры «Дружба».
Впоследствии Щёкина не сдержала обещаний о назначении Дубаса первым заместителем мэра. На эту должность была назначена Любовь Пронина, а затем по инициативе Щёкиной должность была сокращена.
1 апреля 2020 года появилась информация о возможной отставке Щёкиной с занимаемой должности, однако затем данное заявление было опровергнуто.
8 сентября 2024 года прошли выборы мэра города Усть-Илимска и новым мэром стал Эдуард Вячеславович Симонов.

## Личная жизнь
Не замужем, воспитывает 6-летнего сына.
10 октября 2019 года в сети появились резонансные кадры, снятые возле одного из баров Усть-Илимска, на которых видно, как нетрезвая Щёкина проводит время с депутатом областного Заксобрания Виталием Перетолчиным. Позже мэр принесла согражданам искренние извинения по факту случившегося.